# Johnny Griffith
Pour les articles homonymes, voir Griffith.
John Ellis Griffith Jr dit Johnny Griffith (Détroit, 10 juillet 1936-Détroit, 10 novembre 2002), est un musicien afro-américain.

## Biographie
Il apprend le piano et devient le claviériste de The Funk Brothers à la Motown. 
Il joue aussi, entre autres, avec Marvin Gaye sur le titre I Heard It Through the Grapevine, avec The Four Tops sur I Can't Help Myself (Sugar Pie Honey Bunch), Stop! In the Name of Love de The Supremes ou Papa Was a Rollin' Stone de The Temptations.
Griffith jouait sur un piano Steinway, un orgue Hammond B-3, un piano électrique Wurlitzer, un Fender Rhodes mais aussi du célesta et du clavecin. 
Son style influença Bud Powell, Glenn Gould et Oscar Peterson.
Il est mort d'une attaque cardiaque à l'hôpital de Détroit.